# Marathon de Londres 2014
Navigation
2013 2015
Le Marathon de Londres de 2014 est la 34e édition du Marathon de Londres au Royaume-Uni qui a eu lieu le dimanche 13 avril 2014 . C'est le deuxième des World Marathon Majors à avoir lieu en 2014 après le Marathon de Tokyo. Le Kényan Wilson Kipsang Kiprotich remporte la course masculine avec un temps de 2 h 4 min 28 s, signant à cette occasion un nouveau record de l'épreuve. Sa compatriote Edna Kiplagat s'impose chez les femmes en 2 h 20 min 21 s. 
À noter la présence du double champion olympique 2012 du 5 000 et 10 000 mètres, Mohamed Farah, qui participe au premier marathon de sa carrière. Il termine huitième dans un temps de 2 h 8 min 21 s. Il ne réussit toutefois pas à battre le record britannique masculin de l'épreuve datant de 1985 réalisé par Steve Jones en 2 h 8 min 16 s.

## Description de la course

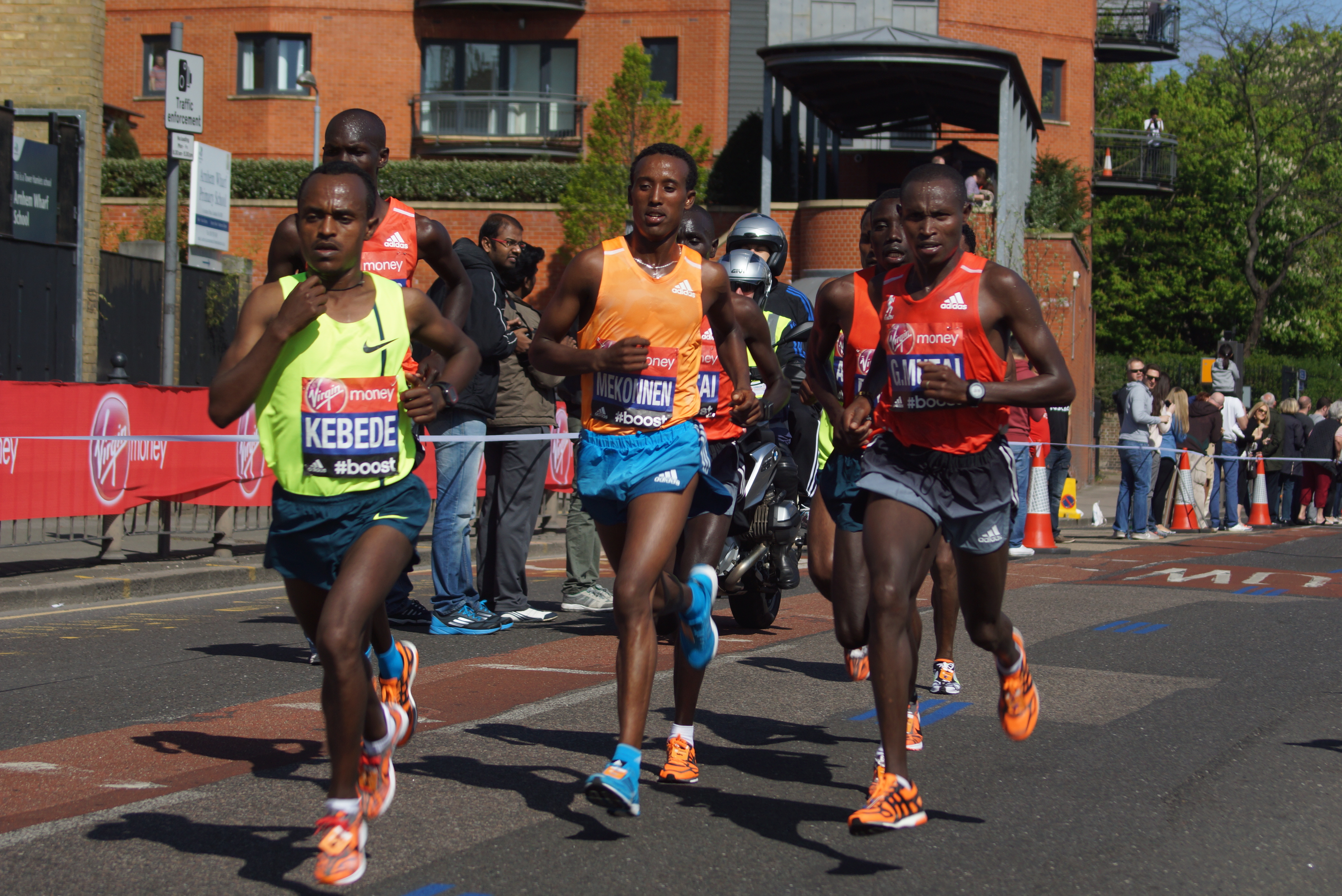
Coureurs élite hommes

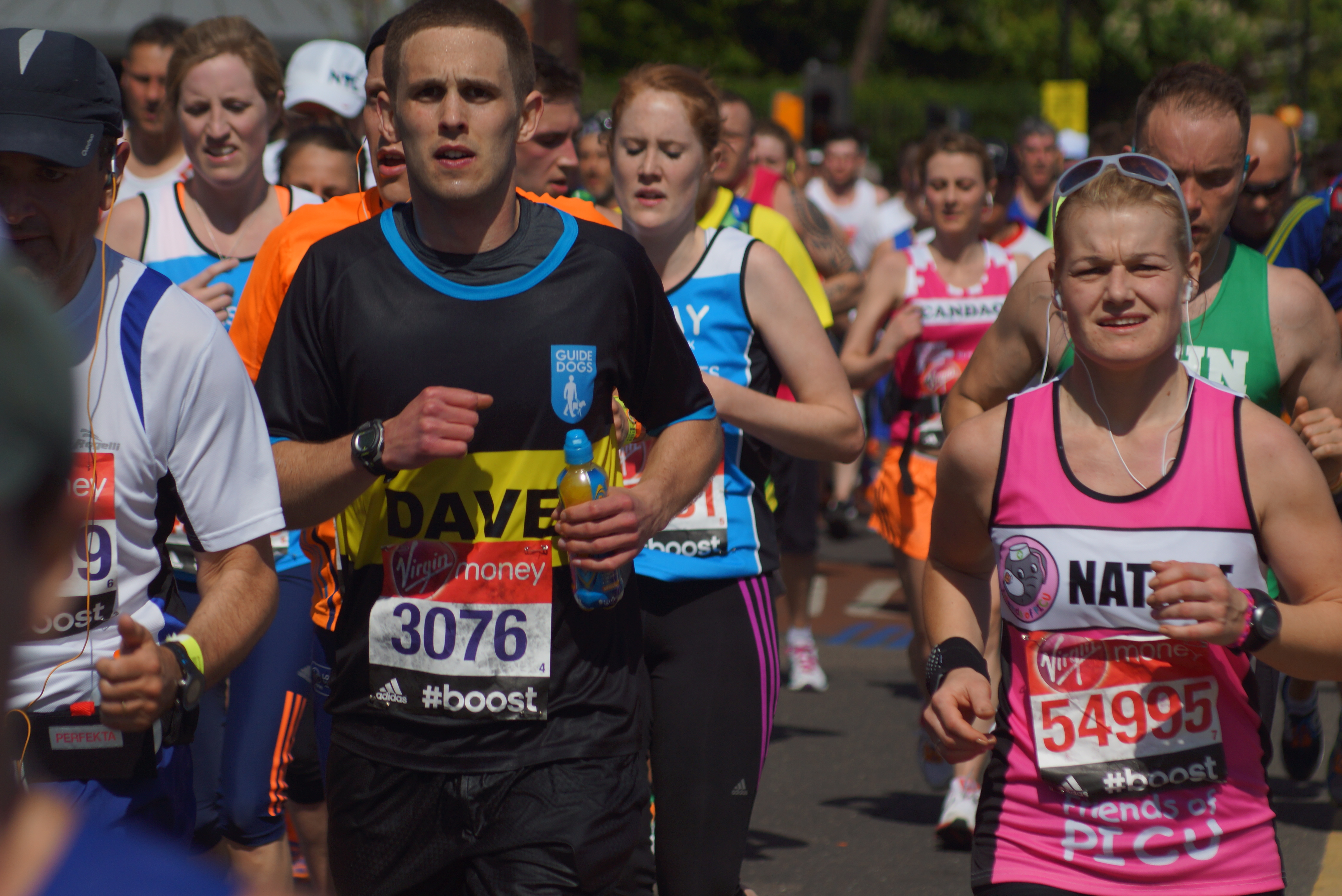
Coureurs amateurs sur Westferry Road située sur l'île aux Chiens

## Résultats

### Hommes
| Rang | Athlète          | Nationalité | Temps           |
| ---- | ---------------- | ----------- | --------------- |
|      | Wilson Kiprotich | Kenya       | 2 h 04 min 29 s |
|      | Stanley Biwott   | Kenya       | 2 h 04 min 55 s |
|      | Tsegaye Kebede   | Éthiopie    | 2 h 06 min 30 s |
| 4    | Ayele Abshero    | Éthiopie    | 2 h 06 min 31 s |
| 5    | Tsegaye Mekonnen | Éthiopie    | 2 h 08 min 06 s |
| 6    | Geoffrey Mutai   | Kenya       | 2 h 08 min 18 s |
| 7    | Emmanuel Mutai   | Kenya       | 2 h 08 min 19 s |
| 8    | Mohamed Farah    | Royaume-Uni | 2 h 08 min 21 s |
| 9    | Feyisa Lilesa    | Éthiopie    | 2 h 08 min 26 s |
| 10   | Ryan Vail        | États-Unis  | 2 h 10 min 57 s |

### Femmes
| Rang | Athlète                | Nationalité | Temps           |
| ---- | ---------------------- | ----------- | --------------- |
|      | Edna Kiplagat          | Kenya       | 2 h 20 min 21 s |
|      | Florence Kiplagat      | Kenya       | 2 h 20 min 24 s |
|      | Tirunesh Dibaba        | Éthiopie    | 2 h 20 min 35 s |
| 4    | Feyse Tadese           | Éthiopie    | 2 h 21 min 42 s |
| 5    | Aberu Kebede           | Éthiopie    | 2 h 23 min 21 s |
| 6    | Jéssica Augusto        | Portugal    | 2 h 24 min 25 s |
| 7    | Tetyana Hamera-Shmyrko | Ukraine     | 2 h 25 min 30 s |
| 8    | Ana Dulce Félix        | Portugal    | 2 h 26 min 46 s |
| 9    | Tiki Gelana            | Éthiopie    | 2 h 26 min 58 s |
| 10   | Lyudmyla Kovalenko     | Ukraine     | 2 h 31 min 31 s |

### Fauteuils roulants (hommes)
| Rang | Athlète       | Nationalité    | Temps           |
| ---- | ------------- | -------------- | --------------- |
|      | Marcel Hug    | Suisse         | 1 h 32 min 41 s |
|      | David Weir    | Royaume-Uni    | 1 h 32 min 42 s |
|      | Ernst van Dyk | Afrique du Sud | 1 h 32 min 42 s |

### Fauteuils roulants (femmes)
| Rang | Athlète          | Nationalité | Temps           |
| ---- | ---------------- | ----------- | --------------- |
|      | Tatyana McFadden | États-Unis  | 1 h 45 min 12 s |
|      | Manuela Schär    | Suisse      | 1 h 46 min 44 s |
|      | Wakako Tsuchida  | Japon       | 1 h 46 min 45 s |